# Le Pas-Saint-l’Homer
Le Pas-Saint-l’Homer ist eine französische Gemeinde mit 128 Einwohnern (Stand: 1. Januar 2022) im Département Orne in der Region Normandie. Sie gehört zum Kanton Tourouvre au Perche im Arrondissement Mortagne-au-Perche. 

## Lage
Die Gemeinde Le Pas-Saint-l’Homer liegt im Regionalen Naturpark Perche, 44 Kilometer westlich von Chartres. An der östlichen Gemeindegrenze stößt Le Pas-Saint-l’Homer an das benachbarte Département Eure-et-Loir, im Norden verläuft das Flüsschen Livier, das zur Eure entwässert. Nachbargemeinden von Le Pas-Saint-l’Homer sind Les Menus im Nordosten, Fontaine-Simon im Osten, Meaucé im Südosten, Bretoncelles im Süden, La Madeleine-Bouvet im Südwesten sowie Moutiers-au-Perche im Nordwesten.

## Bevölkerungsentwicklung
| Jahr                       | 1962 | 1968 | 1975 | 1982 | 1990 | 1999 | 2006 | 2012 | 2021 |
| -------------------------- | ---- | ---- | ---- | ---- | ---- | ---- | ---- | ---- | ---- |
| Einwohner                  | 155  | 167  | 165  | 140  | 144  | 104  | 114  | 141  | 126  |
| Quellen: Cassini und INSEE |      |      |      |      |      |      |      |      |      |

## Sehenswürdigkeiten

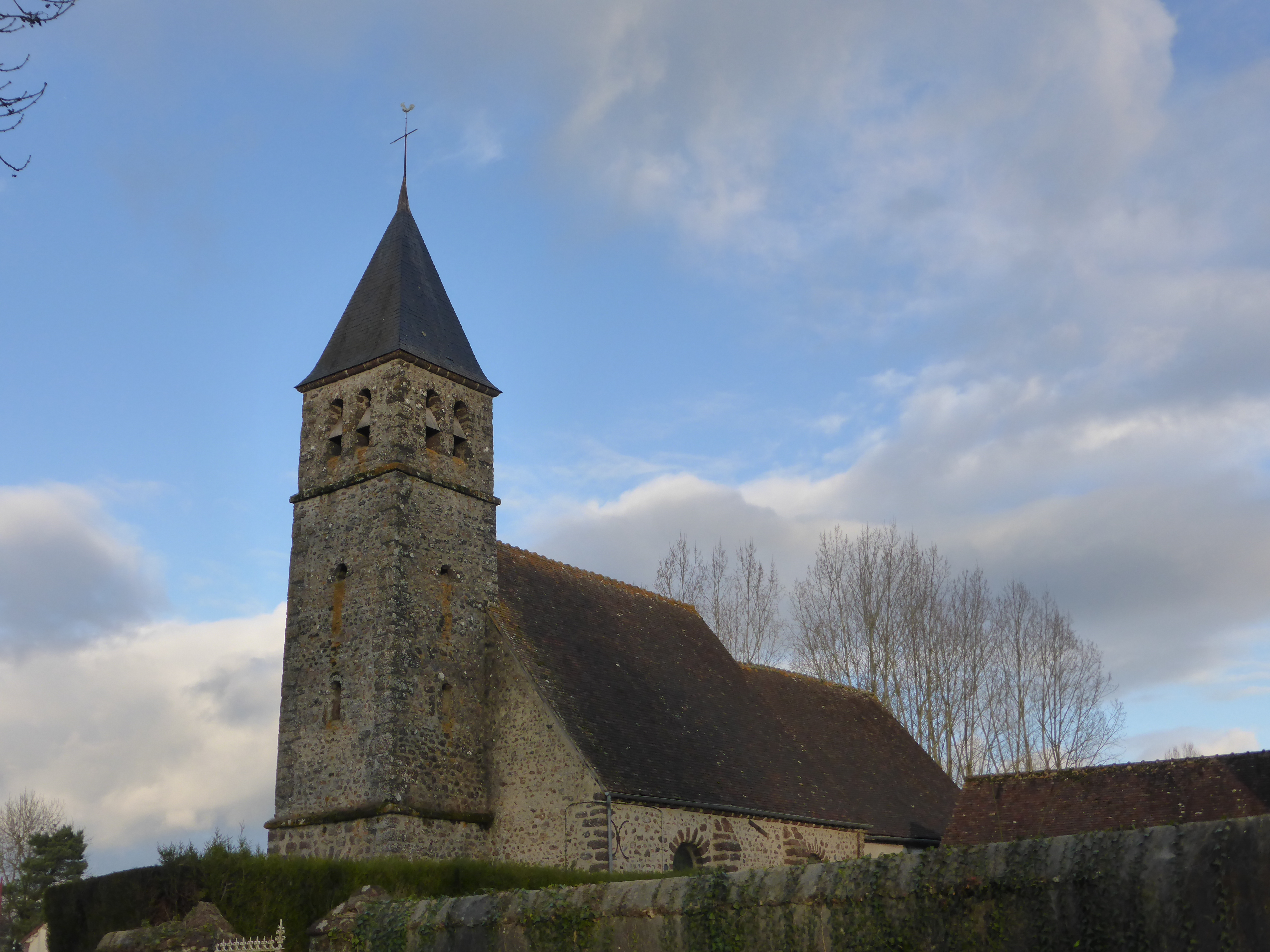
Kirche Saint-Laumer
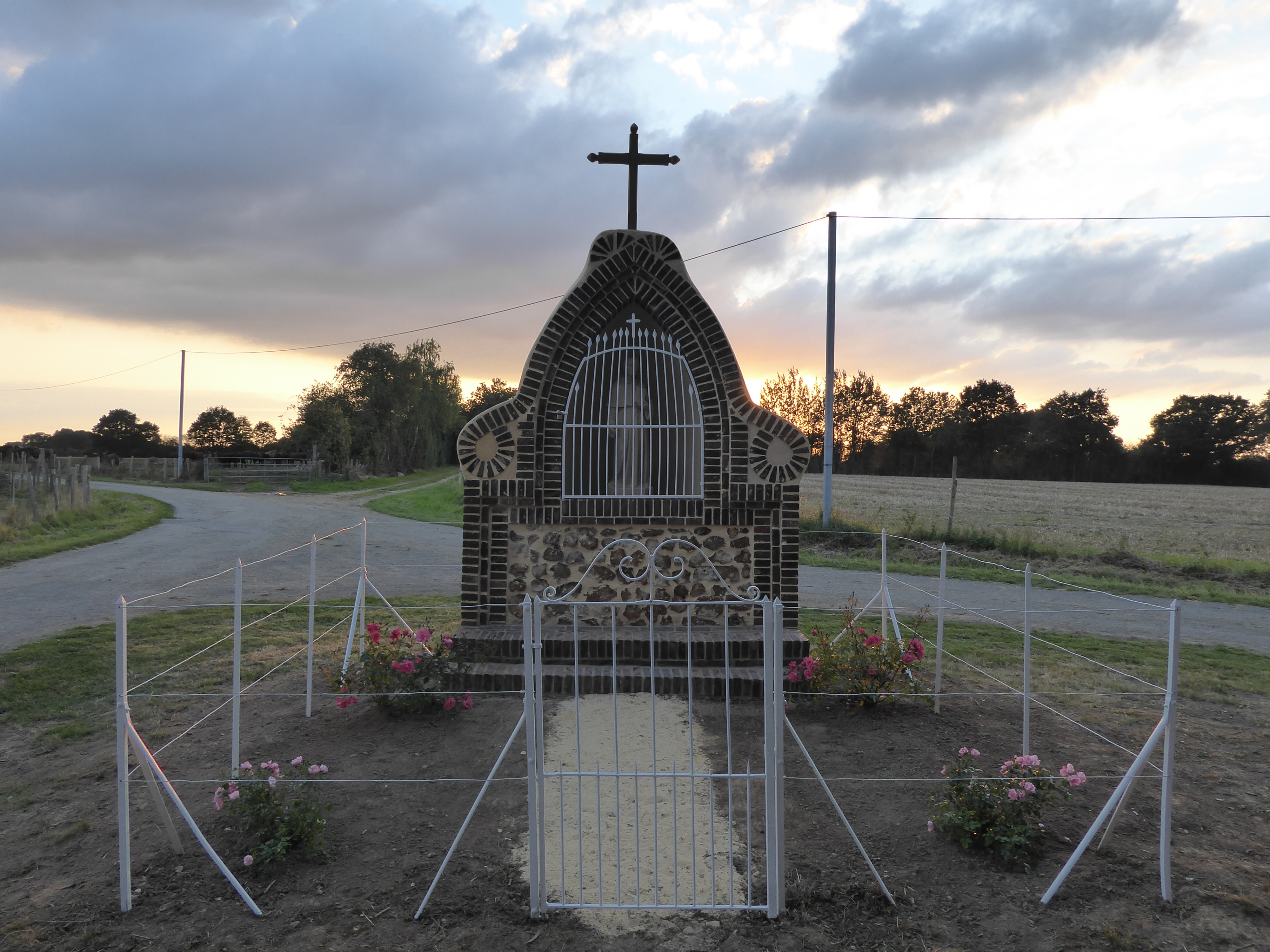
Kapelle Saint-Laumer